# Хоботов Руслан Миколайович
Русла́н Микола́йович Хоботов (нар. 3 грудня 1970, Київ, УРСР, СРСР) — колишній український футболіст, футзаліст і футзальний арбітр. Наразі працює спостерігачем арбітражу футзальних ігор, керівником Банківської футзальної ліги, Голова Федерації футзалу Києва.

## Біографія
В 1-му класі записався в шкільну секцію з футболу і два роки грав на позиції воротаря. Першим тренером був Євген Рудаков. Щороку виступав у турнірах «Шкіряний м’яч». З 1980 року перекваліфікувався у нападника і грав за київські футбольні клуби «Медприлад», «Старт», «МіськВНО» («Зміна»), «СКА». У 1988 році у складі збірної Києва «Трудові резерви» (тренер О. А. Первушкін) став срібним призером чемпіонату УРСР. В цьому ж році повторив цей успіх на всесоюзному рівні. 
У 1989 році був призваний в армію, де виступав у складі збірної Київського військового округу. У 1990 і 1991 рр. завоював Кубок Радянської армії і Військово-морського флоту.
У 1993 році почав грати у футзал у команді «СКІФ-Сілекс» при Київському державному університеті фізичної культури. За день перед стартом фінального турніру Кубку України, який кияни виграли, отримав важку травму на тренуванні і всі матчі просидів на трибуні із загіпсованою ногою. 
Після цього грав у командах вищої і першої ліг чемпіонату України з футзалу - київські «Аваль», «Кий-Політехнік» (Київ), «Уніспорт-Будстар», «МАСТ», «Метрополітен», «Авангард» (Монастирище), «СоцДонбас» (Донецьк). 
У сезоні 1995/96 у складі «Кий-Політехніка» у вищій лізі чемпіонату України забив 19 голів, до яких додав 2 голи у Кубку України.
У сезоні 1996/97 у складі «Кий-Політехніка» у вищій лізі чемпіонату України провів 25 ігор (17 голів), до яких додав 2 гри у Кубку України (2 голи). Після вдалого сезону потрапив на перегляд в київський «Інтеркас», у складі якого встиг виграти турнір «Кубок визволення», але, у підсумку, наступний сезон знову провів у «Кий-Політехніку».
За всю свою кар'єру у першій лізі чемпіонату України з футзалу провів 41 гру, забив 34 голи, у Кубку України з футзалу зіграв 22 матчі, забив 11 м'ячів.
Також встиг пограти у футбол у бахмачівському «Аверсі» у чемпіонаті України серед аматорів, зігравши один матч у сезоні 1992/93 і повністю провівши сезон 1994/95.
Ще під час ігрової кар'єри у першій лізі почав судити матчі чемпіонату Києва з футзалу. У 2001 році завершити ігрову кар’єру і повністю перейшов на арбітраж. 
У 2003 році разом з Леонідом Матьковим і Сергієм Кравцовим організував Банківську футзальну лігу, яка проіснувала 20 років.
У 2006 році отримав звання арбітра національної категорії і почав судити матчі вищої ліги. У цьому ж році судив фінальні змагання четвертих Літніх спортивних ігор молоді України.  
29 березня 2013 року був обраний на посаду першого заступника Голови Федерації футзалу Києва.
29 квітня 2013 року зіграв у складі команди ветеранів «Адамасу» проти команди ветеранів «Случ-МФК Рівне» у грі, що була присвячена 20-річчю футзалу у Рівному.
У 2013 році закінчив  кар'єру арбітра і почав працювати спостерігачем арбітражу як у місті Києві так і у Всеукраїнських змаганнях.
У 2018 році був обраний на посаду Голови Федерації футзалу Києва.

## Титули і досягнення
- Срібний призер чемпіонату СРСР з футболу серед товариств «Трудові резерви»: 1980 р.
- Срібний призер чемпіонату УРСР з футболу серед товариств «Трудові резерви»: 1980 р.
- Володар Кубка Радянської армії і Військово-морського флоту (2): 1990, 1991 рр.
- Переможець турніру «Кубок визволення»: 1997